# Сапега, Томаш (1598)
Томаш Сапега (до 1598 — 2/8 апреля 1646, Вильна) — государственный и военный деятель Великого княжества Литовского, воевода венденский (1641—1643) и новогрудский (1643—1646).

## Биография
Представитель коденской линии белорусского магнатского рода Сапег герба «Лис». Сын воеводы новогрудского и минского Николая Сапеги (1558—1638) и Раины Дорогостайской. Младший брат — староста немонойский Казимир Николай Сапега.
В 1617 году Томаш Сапега учился в иезуитском коллегиуме в Люблине, в 1619—1621 годах — в Краковском университете. В 1621-1625 годах продолжал образование за границей — в Ингольштадте (1621), Падуи (1622), Болоньи (1623) и Лёвене (1625).
После возвращения на родину Томаш Сапега находился при дворе короля польского и великого князя литовского Сигизунда III Вазы. В 1632 году потерял руку в поединке с Юрием Зеновичем. Во главе собственной гусарской хоругви участвовал в Смоленской войне (1632—1634).
В 1640 году Томаш Сапега был избран маршалком Литовского Трибунала. В апреле 1641 года получил должность воеводы венденского, а на рубеже 1642-1643 года — воеводы новогрудского. Участвовал в переговорах с московскими послами.
До 1638 года женился на Сюзанне Хрептович, дочери воеводы новогрудского Ежи Хрептовича (1586—1650) и Сюзанны Нонхарт (ум. 1645), от брака с которой не имел потомства.
Был похоронен во францисканском костёле в Гольшанах.